# Pansepta amoerocera
Pansepta amoerocera är en fjärilsart som beskrevs av Diakonoff 1954. Pansepta amoerocera ingår i släktet Pansepta och familjen plattmalar. Inga underarter finns listade i Catalogue of Life.